# Iglesia de Højby

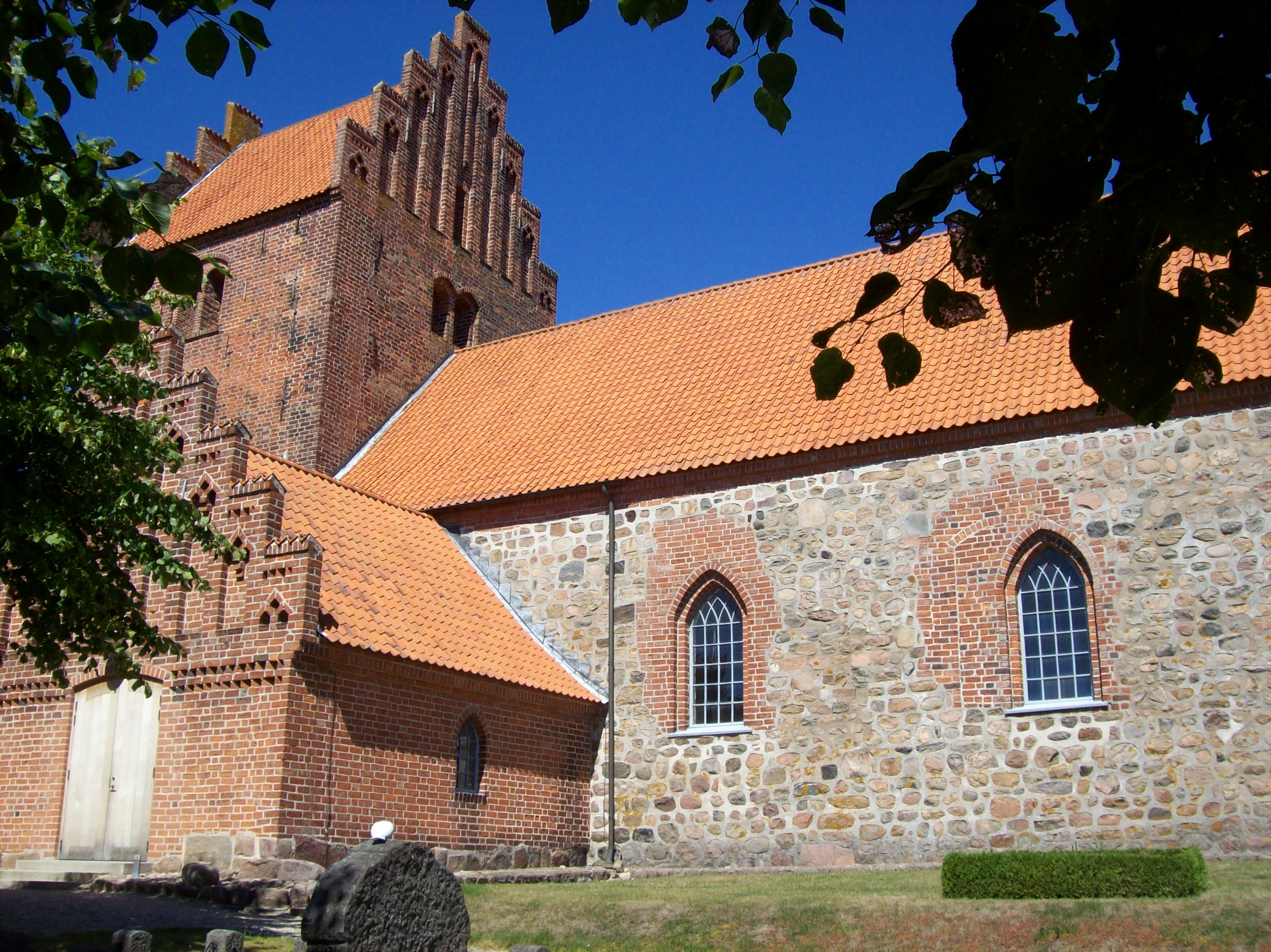
Iglesia de Højby, Selandia

La iglesia de Højby está situada en el pueblo de Højby en Odsherred, al noroeste de Selandia, Dinamarca. Data de principios del siglo XII, está construida en granito. Desde la construcción original se han realizado varias modificaciones, entre las que destacan un pórtico del siglo XIII, una bóveda de arista gótica en la nave y el presbiterio del siglo XIV, una torre de alrededor del año 1400, así como una sacristía, una capilla y un nuevo pórtico de entrada hacia finales de la Edad Media.

## Pinturas murales

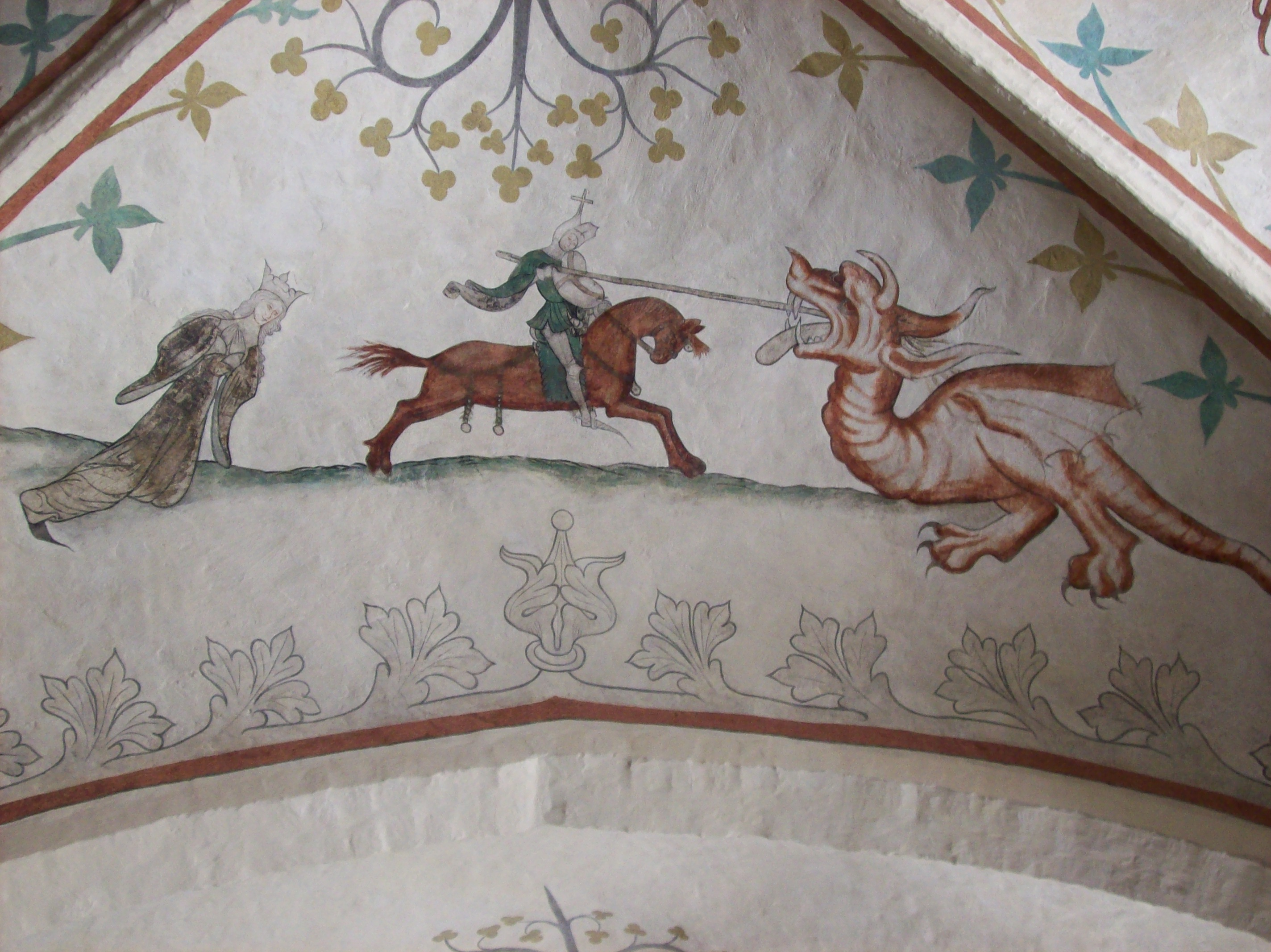
Jorge y el dragón

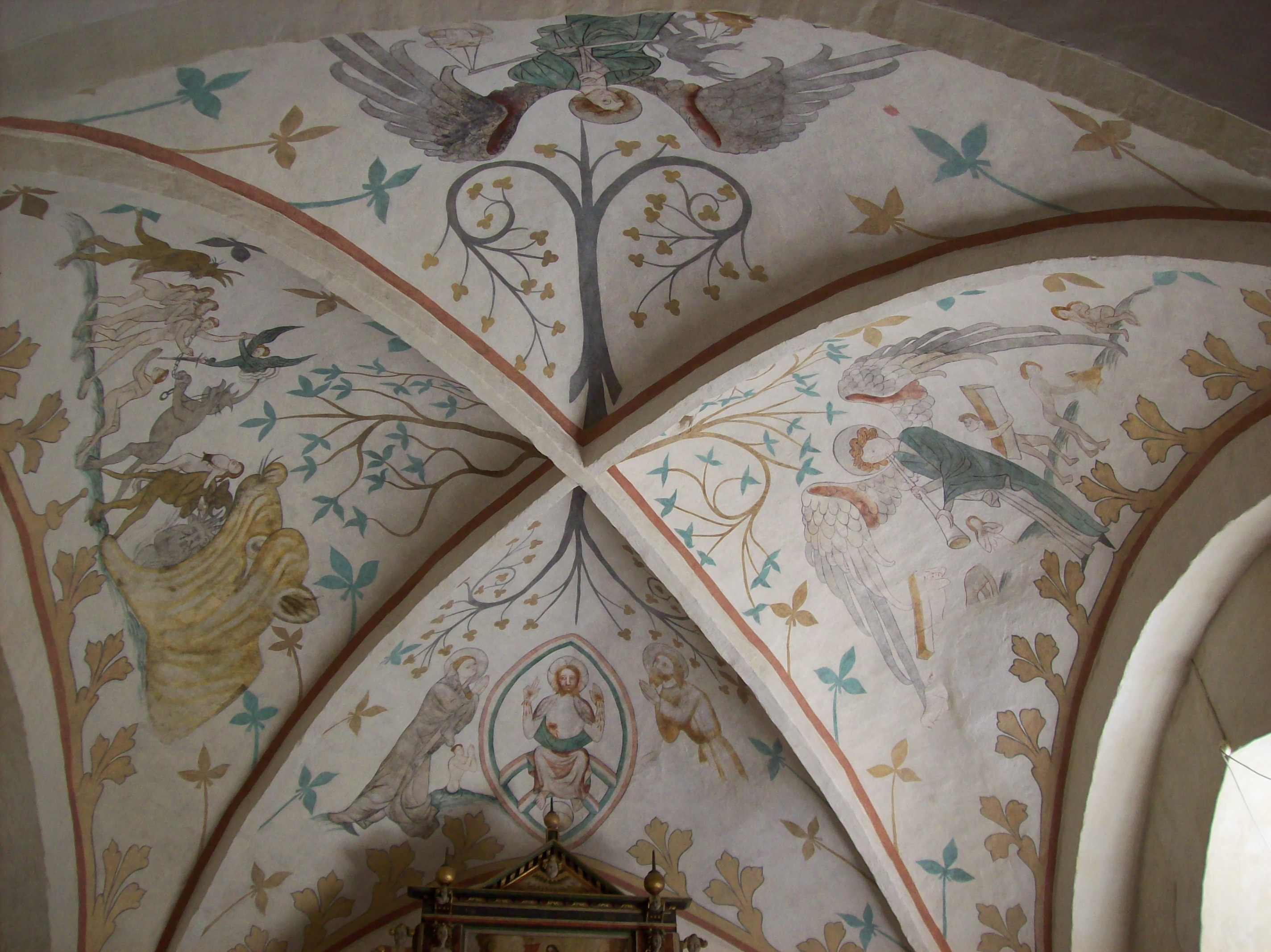
Bóveda de arista

La iglesia es reconocida por sus finas pinturas murales o kalkmalerier, consideradas entre las mejores del país de la época gótica tardía. Probablemente se crearon a principios del siglo XV, poco después de añadir las bóvedas de arista. Fueron descubiertas en 1901 y han sido restauradas en varias ocasiones. Durante la última restauración en 2007, la pintura del martirio de Erasmo se desveló por primera vez.
Las pinturas en el coro cuentan la historia del Día del Juicio Final con imágenes de Cristo, un arcángel tocando el fagot y San Miguel. Las almas perdidas son mostradas yendo al infierno con el diablo parado en sus llamas.
También hay una pintura de San Jorge y el dragón, incluida la princesa siria que salvó del dragón.